# Kafr Abid
Kafr Abid (arab. كفر عبيد) – miejscowość w Syrii, w muhafazie Aleppo. W 2004 roku liczyła 
1943 mieszkańców.